# エセックス
エセックス（英: Essex, [ˈɛsɪks]）は、イングランドの典礼カウンティ。いわゆるホーム・カウンティのひとつで、北でケンブリッジシャーおよびサフォークと、南でテムズ川河口部をへだてケントと、南西でグレーターロンドンと、西でハートフォードシャーと隣接する。東は北海に臨む。最大都市はサウスエンド＝オン＝シー、州都（カウンティ・タウン）はチェルムズフォード。
面積は3,670平方キロメートル、人口は180万人あまり。州南部はかなり人口密度が高いが、そのほかの地域はコルチェスターとチェルムズフォードを除くとおおむね農村部である。地方行政上は非都市カウンティに分類され、12の地区（ディストリクト）とサロックおよびサウスエンド＝オン＝シーのふたつの単一自治体からなる。チェルムズフォード、コルチェスター、サウスエンドにはシティ・ステータスが与えられている。かつては、リー川以東のグレーターロンドン北東部もエセックスに含まれていた。
地理的には、平坦な海岸線の続く低地の地方である。南西部のエッピングの森や、北東部のサフォークとの境界に広がるデダム・ヴェイル特別自然美観地域など、州内各地に原生林が点在する。海岸線はイングランドのカウンティで最も長い905キロメートルにおよび、北からストア川、コーン川、ブラックウォーター川、クラウチ川、テムズ川といった河川の河口部が地勢に変化をつけている。海岸の一部はハムフォード・ウォーターのような湿地であるが、一方で広大な砂浜もいくつかある。
今日のエセックスは、鉄器時代にはトリノヴァンテス族の縄張りであった。トリノヴァンテス族が建設したコルチェスターの入植地は、記録に残るイギリスで最古の町である。その後、古代ローマが征服するが、ブーディカの反乱でトリノヴァンテス族の略奪にあった。中世初期にはサクソン人が到来してエセックス王国を建てたが、ヴァイキングがそのあとから押し寄せ、モルドンの戦いののちエゼルレッド2世からデーンゲルドをせしめるようになった。ノルマン・コンクエスト以降は州内の大部分が御用林となり、1381年のワット・タイラーの乱では多くの民衆が巻き込まれた。それに続く数世紀のうちに州経済は徐々にロンドンとの結びつきを強め、19世紀に鉄道が開通するとクラクトン＝オン＝シーなどの海浜リゾート地が発展したほか、ロンドンの外港としてティルベリー港が成長した。さらに時代が下ると、バジルトンやハーロウといった新たな町の建設やハリッジ国際港の造成、石油産業などの開発もみられるようになった。

## 歴史

### 鉄器時代
鉄器時代のエセックスは、サフォーク南部の一部地域とともにトリノヴァンテス族の縄張りであった。独自に貨幣を鋳造していたトリノヴァンテス族は、当時のグレートブリテン島で最も先進的な部族であったことが明らかとなっているが、これは支配層にベルガエ出身者がいたためと推測される。トリノヴァンテス族の中心的な村落であったコルチェスターのオッピドゥムは、記録に残るグレートブリテン島最古の町であり、独自の貨幣工場を有していた。しかし、西方のカトゥウェラウニ族との打ち続く争いで次第に土地を失い、紀元10年までに完全にカトゥウェラウニ族の支配下に入った。コルチェスターも、カトゥウェラウニ族の中心的な村落となった。

### ローマ時代
紀元43年、グレートブリテン島の南岸（おそらくケントのリッチバラ地域）にローマ帝国軍が上陸した。緒戦でブリトン人に勝利を収めたのち、皇帝クラウディウスの到着を待ったうえで再び進撃したローマ軍はカトゥウェラウニ＝トリノヴァンテス族の中心地コルチェスターに達し、同地を占領した。
クラウディウスはレクスデン・ヒースで閲兵を行い、正式に軍団からインペラトールと宣言された。上陸軍は4個軍団のほか、補助部隊と戦象部隊からなり、総員は3万に達した。コルチェスターでは、グレートブリテン島の11種族の王がクラウディウスに降伏を申し出た。
コルチェスターはローマの植民市（コロニア）となり、正式名称としてコロニア・クラウディア・ウィクトリケンシス（クラウディウスの勝利の都市）と命名された。当初はブリタンニアで最重要の都市であったコルチェスターには、神格化された皇帝クラウディウスをまつる神殿が建立されたが、これもブリタニアで最も大きな建築物であった。
植民市の建設は地元民の土地の大規模な没収をともなったと考えられ、そのほかの不満もあいまって、トリノヴァンテス族を北隣のイケニ族とともにブーディカの反乱へと駆り立てた。コルチェスターに討ち入った反乱軍は市街を組織的に破壊し、数千人を虐殺した。コルチェスターを解放しようとしたローマの大軍も、会戦で壊滅した（第9軍団の虐殺）。
反乱軍はその後、ロンドンやセント・オールバンズに進撃し、劫掠をはたらいた。タキトゥスは、この3都市で7万人から8万人が殺害されたと推計している。最終的に、首領のブーディカはウェスト・ミッドランズで行われた戦闘で敗れたが、その後、反乱に加わった部族への復讐で、エセックスはかなりの程度荒廃したと考えられる。
しかし、トリノヴァンテス族のアイデンティティは維持され続けた。ローマの属州はキウィタスという共同体に分けられていたが、トリノヴァンテス族のキウィタスが存在したことがクラウディオス・プトレマイオスによって強く示唆されている。4世紀にはキリスト教がトリノヴァンテス族のあいだでも広まり、当時（313年のミラノ勅令の直後、320年以降のいずれかの時点）の教会と思われる遺構が発見されている。ウィックフォードではクリスモン（XとPを組み合わせた記号。キリストを意味する）がエッチングされたタイルが、ブレントウッドでもクリスモンが刻印された金製のリングが発見されている。
ローマ時代後期およびその直後の時代のコルチェスター付近は、コオル老王の伝説の舞台である。その伝説のひとつに、コンスタンティヌス大帝の母である聖ヘレナに関するものがある。ヘレナはコオルの娘で、コルチェスターでコンスタンティンヌスを産んだというものである。コンスタンティヌスとその父コンスタンティウス・クロルスはブリタニアに滞在した経験があるが、ヘレナがブリタニアにいた可能性は低い。

### アングロサクソン時代

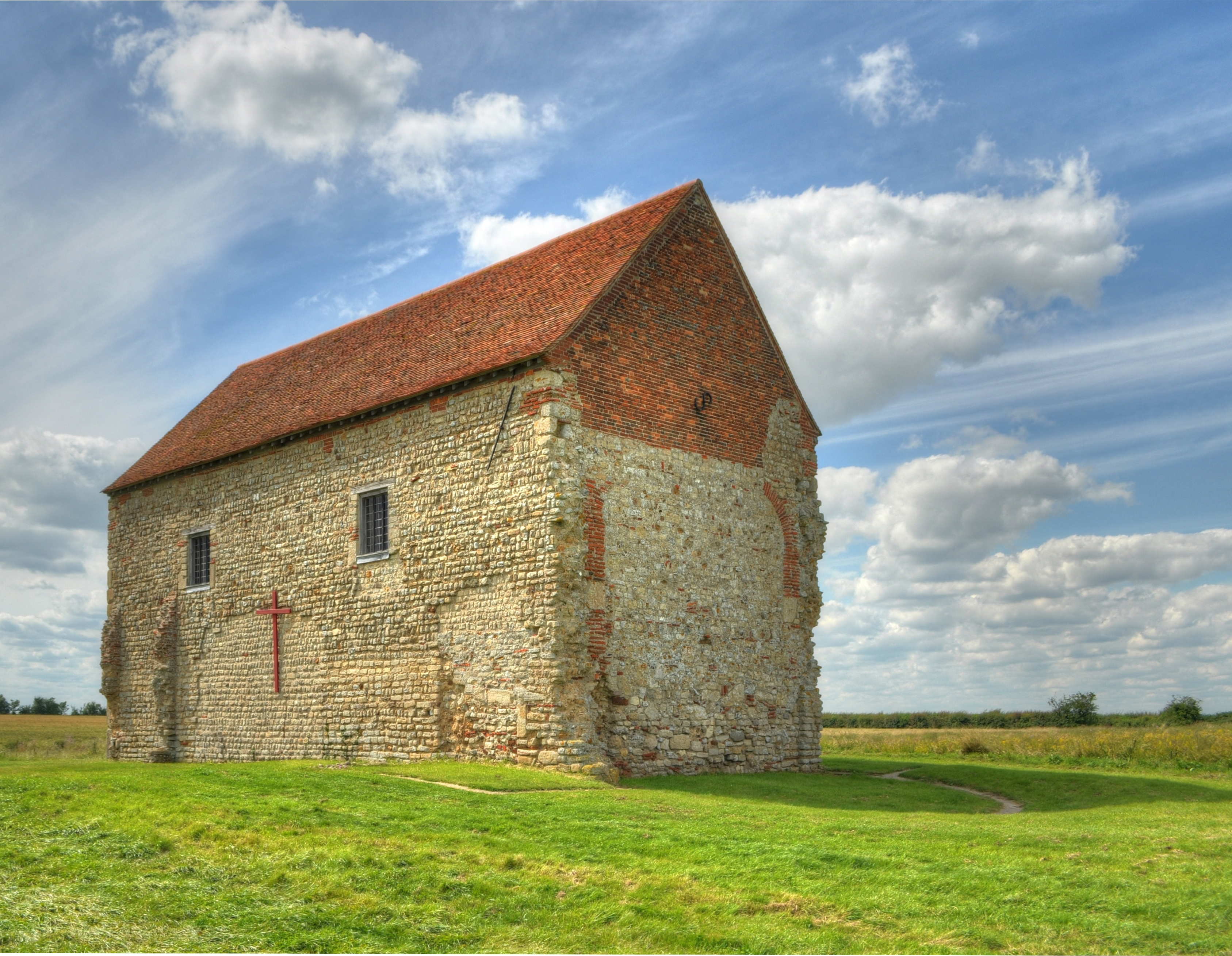
ブラッドウェルのセントピーターズ礼拝堂。662年ごろ、エセックスの守護聖人聖セッドが古代ローマのオソナの城砦跡に創建した

エセックスという地名は、中世初期のアングロサクソン時代に起源を持ち、アングロサクソン語（古英語）の Ēastseaxe （東サクソン人）に由来する。マッキングにおける発掘調査で、5世紀初期にはアングロサクソン人が入植していたことがわかっているが、トリノヴァンテス族の縄張りでどのように勢力を確立したかについては判然としない。
東サクソンの最初の王としては、587年のスレッダが知られる。527年にアスクワイン（エルケンワインとも）が王国を建国したという説もあるが、信憑性に乏しい。東サクソンの初期の王は異教徒で、自らの血筋をオーディンよりもサクソン人の神であるサクスネーアトに求める点で、アングロサクソン諸王国のなかで特異な存在であった。
東サクソン王国は後代のエセックスのカウンティのみならず、ミドルセックス（シティ・オブ・ロンドンを含む）、ハートフォードシャーの大部分、ときにはサリーも支配下に収めていた。ミドルセックスやハートフォードシャーの領土は、遅くとも8世紀には「ミドルサクソン属州」として知られていたが、この属州が東サクソン王国の支配下に入る以前から独立した一群だったかは明らかでない。勅許状からは、エセックスの諸王がリー川およびストート川以東の中心地域で強大な権力を有していたことが見て取れるが、この地域がのちにカウンティとしてのエセックスとなった。この地域では、国王は自由に勅許状を出すことができたが、これより西では地元のマーシアの領主に照会した上で発給していた。
初期の諸王は大多数の臣民と同様に異教徒だったが、スレッダの息子のセバートは604年ごろキリスト教に改宗し、ロンドンにセントポール大聖堂を建立した。しかし、616年にセバートが死去すると、その息子らはキリスト教の信仰を破毀し、ロンドン司教メリトゥスを追放した。その後、リンディスファーン島から来た修道士の聖セッドが、653年ごろシグバート2世善良王をキリスト教に改宗させた。聖セッドはエセックスの守護聖人となっている。
824年、ウェセックス王国のエグバート（アルフレッド大王の祖父にあたる）がウィルトシャーのエレンドゥンでマーシアを破ったことで、イングランド南部における勢力関係は根本から変化した。エセックスやサセックス、ケントといった小王国はマーシアの庇護下で独立を保っていたが、こののち全面的にウェセックスに吸収された。
これ以降、ノルマン・コンクエストまでの時期にエセックスではヴァイキングとの大規模な戦闘が3回（894年のベンフリートの戦い、991年のモルドンの戦い、1016年のアサンダンの戦い）記録されている。カウンティとしてのエセックスは、かつての東サクソン人の王国のうちリー川の東岸を中心として9世紀ないし10世紀に形成され、域内はハンドレッドと呼ばれる村落に区分された。東サクソン人は、ノルマン・コンクエスト以前にイングランド王国の領民として包摂された。

### ノルマン朝以降
ウィリアム征服王はイングランド攻略後、安全な基地としてのちのロンドン塔が完成するまでの数ヶ月間、7世紀に創建されたバーキング女子修道院を拠点とした。バーキング滞在中、ウィリアムはイングランド各地から訪れる豪族の臣従を受けた。コルチェスター城、ヘディンガム城、レイリー城、プレシー城などは、ウィリアムが支配の安定のためエセックス各地に築いた城である。ハドリー城は後年、13世紀に大改築が行われた。
ノルマン人が到来してのち、エセックスの森は御用林とされた。しかし、ドゥームズデイ・ブックを分析した研究によると、1086年の時点で「エセックスの森」と呼ばれるエリア（カウンティの大部分を占めていた）のほとんどは農地化されており、森林の割合は20パーセントであった。
その後も人口増加にともない森林は減少し続けたが、イングランド人口の3分の1が死亡した黒死病によって、長期的に見て森林面積は安定化した。1327年にはエセックスの森は法人格を失い、リトルの森（チェルムズフォード郊外）、キングスウッドの森（コルチェスター郊外）、ハットフィールドの森、ウォルサムの森などのいくつかの小さな森林に分割された。

### ワット・タイラーの乱
黒死病によって人口が大幅に減少すると、イングランドでは労働者と親方や雇用主のあいだの力の均衡に変化があらわれた。政府は数十年にわたり、この状況を覆すべく法制面で努力を重ねたが、成果は限定的であった。
1381年までに、イングランド経済はフランスとのうち続く戦争により極度に疲弊していた。このため、新たに人頭税が定められ、脱税を減らしさらに多くの金額を徴収する目的で、徴税官が全国に派遣された。この政策は非常に不人気で、1381年6月1日にはブレントウッドでワット・タイラーの乱が勃発した。この反乱は、エセックスの急進的な牧師ジョン・ボールの平等を説く説教に触発された面もあった。
6月4日にはボッキングに数千人が集結し、それから各地に散らばった。一部は反乱を起こすためサフォークに向かい、ほかの一群はロンドンに向かった。ワット・タイラー率いるケントの大規模な反乱軍（タイラー自身はエセックス出身であった可能性もある）はロンドンに進み、反乱はイングランド各地に飛び火した。
反乱軍は市壁の張り巡らされたシティ・オブ・ロンドンに侵入し、ロンドン塔を支配下に収めた。ロンドンでは略奪と殺戮が繰り広げられたが、6月15日にウェスト・スミスフィールドでロンドン市長ウィリアム・ワルワースがワット・タイラーを処刑すると、反乱軍は分裂しはじめた。当時15歳のリチャード2世は群衆のもとに乗り付けて直接説諭し、情勢を安定させたが、彼が約束したことの一部は結局守られなかった。
時間稼ぎに成功したリチャードは軍勢を増強し、エセックスほか各地で反乱軍を撃破した。6月28日にはビレリケイの戦いで反乱軍に勝利し、チェルムズフォードやコルチェスターでは絞首刑や内臓の切り裂きによる大量殺戮が行われた。

### アルマダの海戦

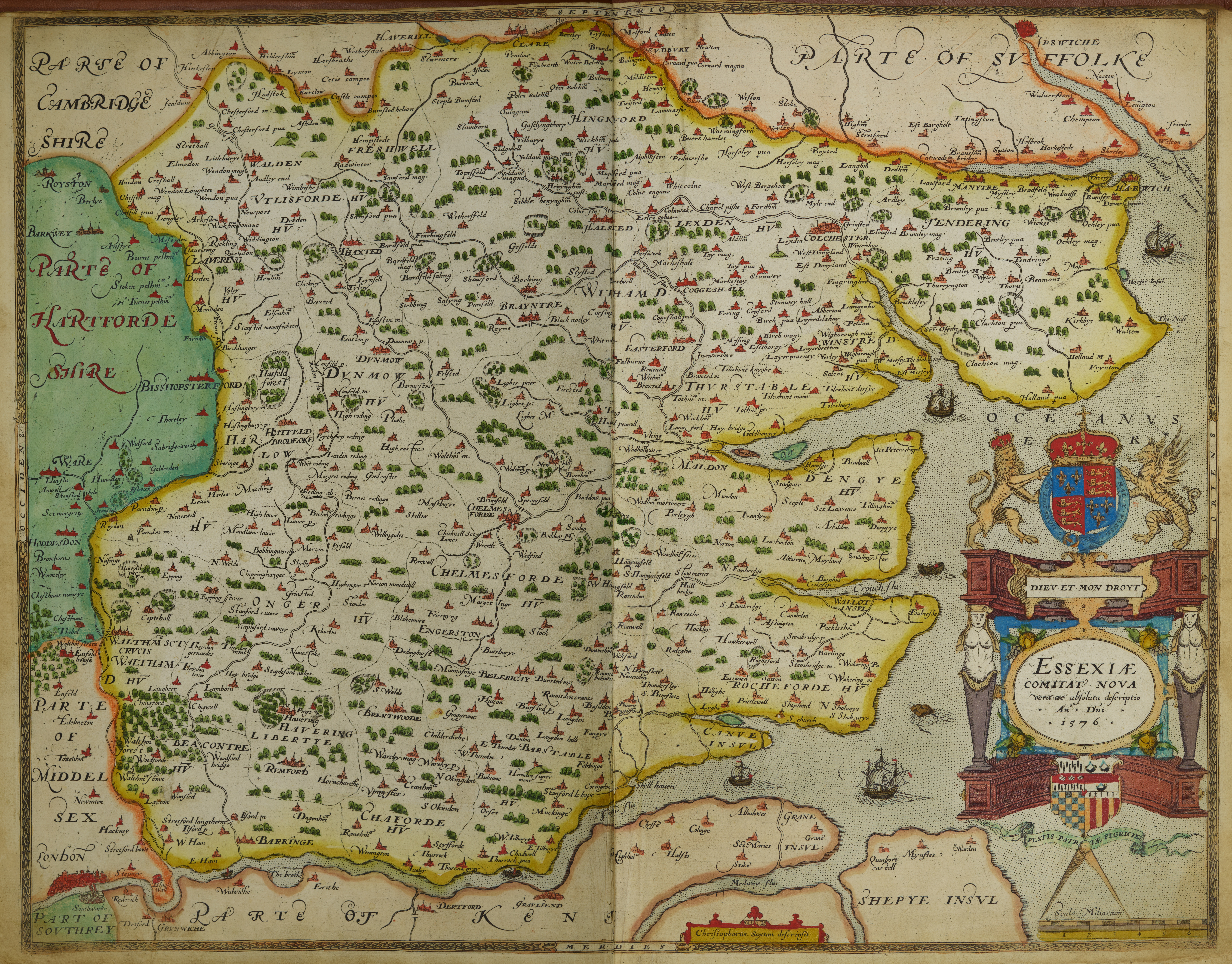
1576年のエセックスの地図。クリストファー・サクストン作

1588年、スペインのフェリペ2世の無敵艦隊（アルマダ）に対するイングランドの防衛の要としてティルベリー要塞が選ばれた。イングランドは、スペインの上陸地点をティルベリー要塞付近と予想し、無敵艦隊に比べれば小規模で、訓練もととのっていない軍隊をティルベリーに集結させた。そこでエリザベス1世は、次のような有名な演説を行った。

### イングランド内戦
イングランド内戦では当初、ロンドンや東部のほかのカウンティとともに議会派の勢力圏にあったが、1648年までに王党派が伸張してきた。1648年6月、ドッグス島近くにケントから500人の王党派勢力が上陸し、エセックスの小規模な王党派騎兵隊と連携してボウ・ブリッジで地元の議会派と交戦、リー川を渡りエセックスに侵攻した。
連合軍は王党派が掌握するコルチェスターに向かって進軍したが、コルチェスターの市壁をくぐろうというところで議会派の軍勢に追いつかれた。戦闘となったが、王党派は市内に籠城することができた。続いてコルチェスター包囲戦となったが、10週間にわたる飢餓と各地で王党派が敗れたとの知らせをうけて、最終的に王党派は降伏した。

## 文化

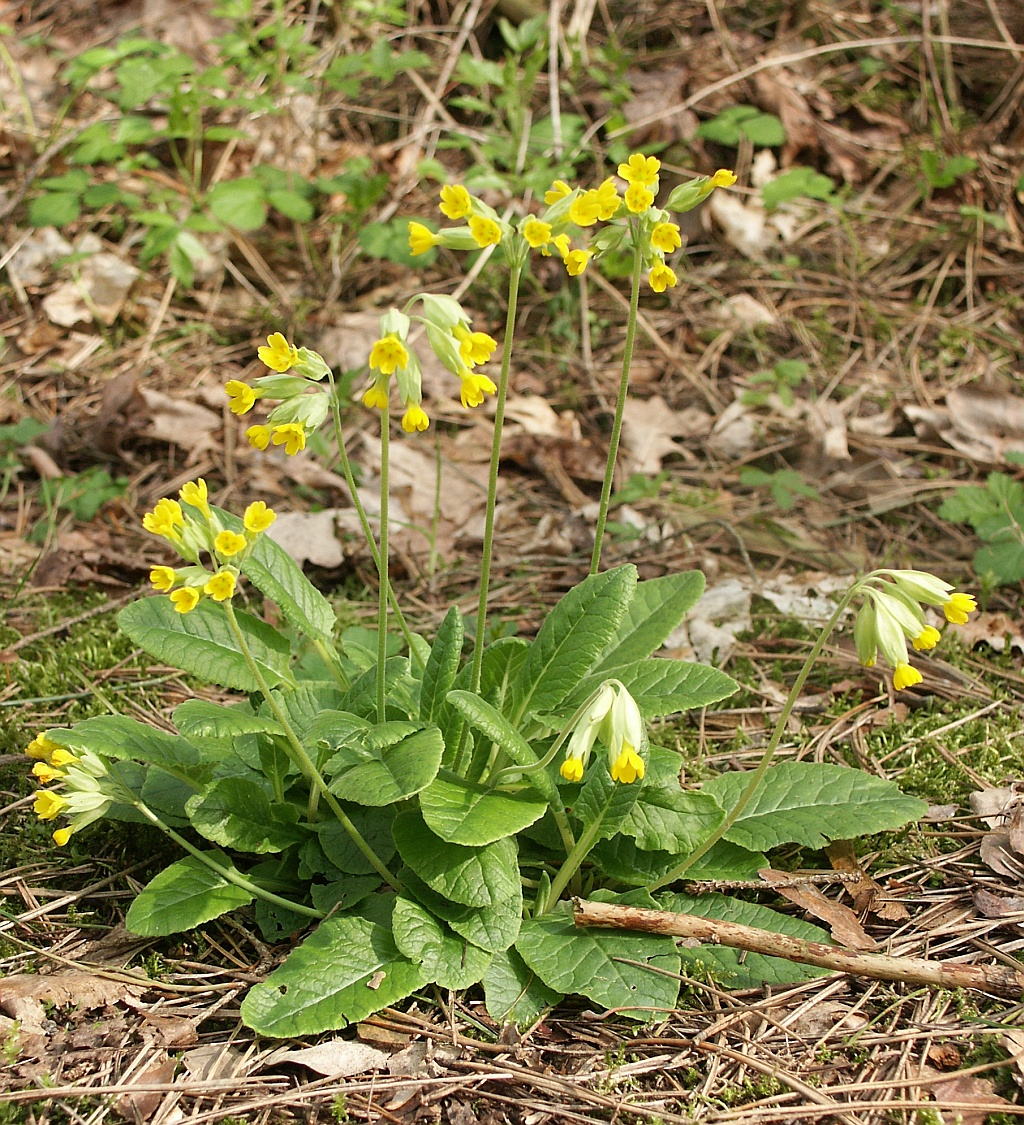
リュウキンカ

### シンボル
エセックスの旗や紋章には、3本のサクソン風のシークスナイフ（三日月刀にも似ているが別物）があしらわれている。1932年に制定されたカウンティ・カウンシルの公式ロゴにも、この3本のシークフナイフがある。このエンブレムは、もともと中世初期のエセックス王国のものであった。
エセックスの州花はリュウキンカである。

### 言語
州内にはエセックス方言が存在するが、容認発音 (RP) やコックニーに押され、こんにちでは主に北部の一部地域の高齢者が使用するのみとなっている。コックニーはもともと、エセックス方言の影響を強く受けた発音であった。
第二次世界大戦後、イーストロンドンからエセックスにコックニー・ディアスポラと呼ばれる人々が大規模に引っ越してきたことで、コックニーが特に州南部で普及した。容認発音とコックニーが混淆した、いわゆる河口域英語もよく聞かれる。

### 伝統
エセックスでは4年に一度、ダンモウ・フリッチ裁判という伝統的な催しが行われる。これは夫婦のお互いへの献身を試すもので、1104年にジューガ・ベイナードが創建したアウグスティヌス会のリトル・ダンモウ小修道院ではじまった。結婚して丸1年の荘園領主レジナルド・フィッツウォルター夫妻が、つましい身なりで院長の祝福を乞うた。その献身に心を動かされた院長は、ふたりに脇腹肉（フリッチ）のベーコンを一切れ与えた。これに対してフィッツウォルターは、今後も献身的な夫婦に同じようにお恵みくださるようにという条件をつけて、院長に土地を寄進したのであった。
14世紀までに、ダンモウ・フリッチ裁判は地元以外の地域でも大きな評判を得た。ウェールズとの国境地帯に住んでいた作家のウィリアム・ラングランドも、1362年の著書 The Vision of Piers Plowman でこの裁判に言及している。

### テレビ
BBCイーストとITVアングリアの放送圏内だが、州南部ではBBCロンドンとITVロンドンも視聴できる。

### ラジオ
ローカルラジオ局としてBBCエセックス、ハート・エセックス、グレイテスト・ヒッツ・ラジオ・イースト（旧ドリーム100FM）、ラジオ・エセックス（州中部および南部）、アクチュアル・ラジオ（コルチェスターおよび北東部）、フェニックスFM（ブレントウッドおよびビレリケイ）がある。

## スポーツ

### クリケット
エセックスは、ファーストクラス・クリケットのカウンティ・チャンピオンシップでこれまでに8回優勝している。そのうち6回は、1979年から1992年のあいだに成し遂げた。その後は間が空いたが、2017年に25年ぶりとなる優勝を果たした。

### サッカー
典礼カウンティとしてのエセックスには、コルチェスター・ユナイテッドFCとサウスエンド・ユナイテッドFCのプロチームがある。歴史的カウンティとしてのエセックスとなると、これにウェストハム・ユナイテッドFC、レイトン・オリエントFC、ダゲナム・アンド・レッドブリッジFCの3チームが加わる。イングランド5部以下の下位クラブとしては、ブレントリー・タウンFC（5部所属）やチェルムスフォード・シティFC（6部所属）が筆頭として挙げられる。5部以下のクラブにとって最高のタイトルであるFAトロフィーをエセックスのチームが獲得したのは過去3回で、1992年にコルチェスター・ユナイテッドが、2001年にカンベイ・アイランドが、2006年にグレイズ・アスレティックFCがそれぞれ獲得した。FAヴェイスはビレリケイ・タウンが1976年、1977年、1979年に、スタンステッドが1984年に制覇した。

### レース
州内のスピードウェイチームとしてはレイクサイド・ハンマーズ（旧アリーナ・エセックス・ハンマーズ）、レイリー・ロケッツ、ロンフォード・ボンバーズがある。
2012年のロンドンオリンピックでは、州内のハドリー農場が自転車競技の会場となった。
競馬では、グレート・リーズにチェルムズフォード・シティ競馬場がある。1935年までは、ギャリーウッドのチェルムズフォード競馬場でも行われていた。ドッグレースはハーロウ・スタジアムが州内唯一の開催地である。かつてはレイリー・ウィア・スタジアムやサウスエンド・スタジアムでもドッグレースが開催されていた。

### その他
アイスホッケーでは、ロンフォード・レイダーズやチェルムズフォード・チーフタンズが活動している。アマチュアラグビーでは、イースタン・リノズとブレントウッド・イールズの2チームがある。バスケットボールはエセックス・レオパーズのほか、かつてはエセックス・パイレーツというチームもあったが消滅した。